# Acasis himalayica
Acasis himalayica là một loài bướm đêm trong họ Geometridae.